# Diadelia fuscostictica
Diadelia fuscostictica là một loài bọ cánh cứng trong họ Cerambycidae.